# 사부 (영화)
사부(Sabu~: さぶ~)는 일본에서 제작된 미이케 다카시 감독의 2002년 영화이다. 후지와라 타츠야 등이 주연으로 출연하였다.

## 출연

### 주연
- 후지와라 타츠야
- 츠마부키 사토시

### 조연
- 타바타 토모코
- 후키이시 카즈에
- 사와다 켄지
- 로쿠다이라 나오마사
- 야마다 타츠오
- 아리조노 요시키
- 호리베 게이스케

## 제작진
- 원작자: 야마모토 슈고로
- 조감독: 탄노 마사토